# أرضي الحلوة (فلم)
ماي سويت لاند (الترجمة: أرضي الحلوة) (بالإنجليزية: My Sweet Land) هو فيلم وثائقي صدر عام 2024 كتبه وشارك في إنتاجه وتحريره وإخراجه سارين هيرابيديان. تدور أحداث الفيلم حول فريج البالغ من العمر 11 عام، والذي يعيش في مرتفعات قره باغ (ناجورنو كاراباخ)، حيث تتغير حياته فجأة عندما تندلع الحرب ويضطر إلى الفرار. تم عرضه لأول مرة عالميًا في شيفيلد دوك فيست في 13 يونيو 2024.

## القصة
فريج، البالغ من العمر 11 عام، يعيش في ناغورنو كاراباخ، تتغير حياته فجأة عندما تندلع الحرب ويضطر إلى الفرار. يعود لاحقًا، ويجب عليه أن يتعلم أساليب الحرب للدفاع عن وطنه.

## الإنتاج
عام 2018 التقت سارين هيرابيديان بفريج في ناغورنو كاراباخ، خلال رحلة بحثية، لمقابلة أطفال الأزواج الذين تزوجوا جماعيًا عام 2008، من أجل تعمير المنطقة. أرادت هيرابيديان أن تروي القصة من خلال عيون طفل من أجل التركيز على الجوانب الإنسانية والإنسانية.

## الاطلاق
تم عرض الفيلم لأول مرة عالميًا في Sheffield DocFest في 13 يونيو 2024. كما تم عرضه في DOC NYC في 16 نوفمبر 2024.

## الاستقبال

### ترشيح الأوسكار
في سبتمبر 2024، اختارت الأردن الفيلم ليكون ترشيح الدولة لجائزة الأوسكار لأفضل فيلم روائي دولي. في نوفمبر 2024، سحب الأردن الفيلم من العرض بعد ضغوط دبلوماسية من أذربيجان. بالإضافة إلى ذلك تم حظر الفيلم في الأردن. ردت هيرابيديان قائلةً: "إنه فيلم وثّق مكان وحياة لم تعد موجودة الآن. يُعدّ الفيلم والفن الوثائقي من أهم الأدوات وأكثرها فعالية لمواصلة نقل الحقيقة التي تم تطهيرها وإسكاتها".

## روابط خارجية
- أرضي الحلوة  في قاعدة بيانات الأفلام على الإنترنت (بالإنجليزية)